# Antifaschistische Literatur
Der Begriff Antifaschistische Literatur fasst parallele literarische Bestrebungen zusammen, deren gemeinsames Merkmal in der Frontstellung gegen den Faschismus, bzw. gegen den Nationalsozialismus liegt. Die Bezeichnung Antifaschistische Literatur soll nicht die Differenzen zwischen den Schriftstellern unterschiedlicher Provenienz verwischen. Der Begriff Antifaschistische Literatur wurde von Lutz Winckler in die Literaturwissenschaft eingeführt.
Der Schriftsteller Johannes R. Becher brachte den kämpferischen Elan der antifaschistischen Literatur wie folgt zum Ausdruck: „Als 1933 Hitler an die Macht geriet, war es unsere Literatur, die im Namen alles dessen, was Deutschland an Gutem und Schönem hervorgebracht hatte, den Nazibarbaren den unversöhnlichen Kampf ansagte und führend allen deutschen Dichtern und Künstlern guten Willens voranging.“ Johannes R. Becher, 1956

## Exilliteratur in der Zeit des Nationalsozialismus
Heinrich Mann in seiner Grußbotschaft an den Unionskongreß der Sowjetschriftsteller:

„Die antifaschistische Literatur ist in Wirklichkeit die einzige deutsche Literatur: vor allem, weil nur sie die Gedanken- und Gewissensfreiheit behalten hat, dann aber auch kraft des Leidens.“

Nicht eine bestimmte Richtung, sondern das intellektuelle Engagement überhaupt, das die Redlichkeit eines Schriftstellers verbürge, bildete für Heinrich Mann das Kriterium für die Güte schriftstellerischer Werke:

„Sie werden in der Mehrzahl sozialistisch denken; die Hauptsache bleibt, daß sie überhaupt denken wollen. Die antifaschistische Literatur ist nicht notwendig absichtsvoll antifaschistisch: sie ist es schon dadurch, daß sie auf der Gewissensfreiheit besteht.“

## Antifaschistische Literatur in der SBZ/DDR
Der Widerstand gegen den Nationalsozialismus wurde auf den kommunistischen Widerstand, der verherrlichend und oft auch geschichtsverfälschend dargestellt wurde, eingeengt. Der antifaschistische Widerstand fungierte als das zentrale identitätsstiftende Konzept der SBZ und DDR. Der ideologischen Einseitigkeit korrespondierte eine literaturästhetische Einfachheit in der Darstellung des antifaschistischen Widerstandes in der Kinder- und Jugendliteratur. Diese wurde damit zu einer „Erfüllungsliteratur“, um das offizielle Geschichtsbild zu festigen. Der Parteiauftrag, das Faschismusverständnis der SED ästhetisch umzusetzen, schuf eine gleichförmige Widerstandsliteratur, welche dem Widerstand gegen den Nationalsozialismus in seiner Bandbreite nicht gerecht wurde. Noch 1986 lehnte der Kinderbuchverlag den Vorschlag, ein Buch über den christlichen Widerstand zu schreiben, aus ideologischen Gründen ab.
In den Lesebüchern aller Klassenstufen sind kleine Geschichten über den antifaschistischen Widerstand zu finden. Insbesondere in den unteren Klassen tauchen Erzählungen auf, welche mittels der Darstellung des Schicksals von Tieren oder Kindern die Grausamkeit der nationalsozialistischen Diktatur vermitteln. Anschauliches Beispiel dafür ist die „Kiki - Die Geschichte eines Hundes“ von Friedrich Wolf. Wolf verfasste diese Geschichte 1941 auf der Krim, 1947 wurde sie in der SBZ erstmals als Einzelausgabe in Deutschland publiziert. Ab 1952 taucht Kiki in den Lehrplänen für das 5.–8. Schuljahr auf. Ab 1958 findet sich Kiki im Lesebuch der 7. Klasse und ab 1967 bis zum Ende der DDR (1990) in allen Lesebuchausgaben der 6. Klasse. Faschismus wird darin weder als Begriff, noch als Phänomen eingeführt. Nichtsdestoweniger ist die Geschichte eindeutig politisch und parteilich ausgerichtet.
Auch Bechers Ballade „Kinderschuhe aus Lublin“ zum Thema Konzentrationslager gehörte zur Schullektüre der DDR. Entstanden ist dieses Gedicht nach der Lektüre eines Berichts von Konstantin Simonow, der den Fund von zigtausend Kinderschuhen im KZ Majdanek dokumentierte. Becher ließ die Schuhe in einer fiktiven Gerichtsverhandlung auftreten.
Zu den antifaschistischen Erzählungen gehören auch Abenteuergeschichten. In den Jahren 1960 und 1963 erschien der Roman Die Abenteuer des Werner Holt von Dieter Noll, ein Klassiker des Genres. Basierend auf dem ersten Teil wurde der Roman 1965 filmiert. In der Polytechnischen Oberschule gehörte der erste Band zum Lehrplan. Ein weiterer Klassiker war Peters Lehrjahre (1976) von Willi Bredel. Zur antifaschistischen Abenteuerliteratur gehören auch Der erste Schuß (1959) von Kurt David, Im Garten der Königin (1957) von Horst Beseler, Leuchtfeuer (1975) von Heinrich W. Bräuer und Pianke (1981) von Peter Abraham.

## Antifaschistische Literatur (1933–1945)
| Autor              | Titel                                              | Jahr | Kommentar |
| ------------------ | -------------------------------------------------- | ---- | --------- |
| Johannes R. Becher | Das Dritte Reich                                   | 1934 |           |
| Johannes R. Becher | Kinderschuhe aus Lublin (Gedicht)                  |      |           |
| Bertolt Brecht     | Die Gewehre der Frau Carrar                        | 1937 |           |
| Bertolt Brecht     | Furcht und Elend des Dritten Reiches               | 1938 |           |
| Bertolt Brecht     | Der aufhaltsame Aufstieg des Arturo Ui             | 1941 |           |
| Willi Bredel       | Die Prüfung                                        |      |           |
| Ilja Ehrenburg     | Der Fall von Paris                                 | 1942 |           |
| Lion Feuchtwanger  | Der falsche Nero                                   | 1936 |           |
| Lion Feuchtwanger  | Exil                                               | 1940 |           |
| Wolfgang Langhoff  | Die Moorsoldaten                                   | 1935 |           |
| Heinrich Mann      | Lidice                                             | 1942 |           |
| Klaus Mann         | Mephisto                                           | 1936 |           |
| Klaus Mann         | Der Vulkan. Roman unter Emigranten                 | 1939 |           |
| Jean Paul Sartre   | Die Mauer                                          | 1937 |           |
| Anna Seghers       | Das siebte Kreuz                                   | 1942 |           |
| Anna Seghers       | Der Ausflug der toten Mädchen                      | 1943 |           |
| Anna Seghers       | Transit                                            | 1944 |           |
| Upton Sinclair     | Drei Freiwillige                                   | 1937 |           |
| Ernst Wiechert     | Der weiße Büffel oder von der großen Gerechtigkeit | 1937 |           |
| Friedrich Wolf     | Professor Mamlock                                  | 1933 |           |